# Burg Weisweiler
Die Burg Weisweiler ist eine ehemalige, aus dem 12. Jahrhundert stammende Wasserburg im Eschweiler Stadtteil Weisweiler, von der heute nur noch wenige Reste übrig sind. Ihre Erbauer waren die Herren von Weisweiler, von denen erstmals Winricus von Wizwilre 1176 in einer Urkunde des Kölner Erzbischofs Philipp von Heinsberg Erwähnung findet.

## Baubeschreibung
Die heute noch sichtbaren Reste der im Kern gotischen Burg stammen aus dem 15./16. Jahrhundert.

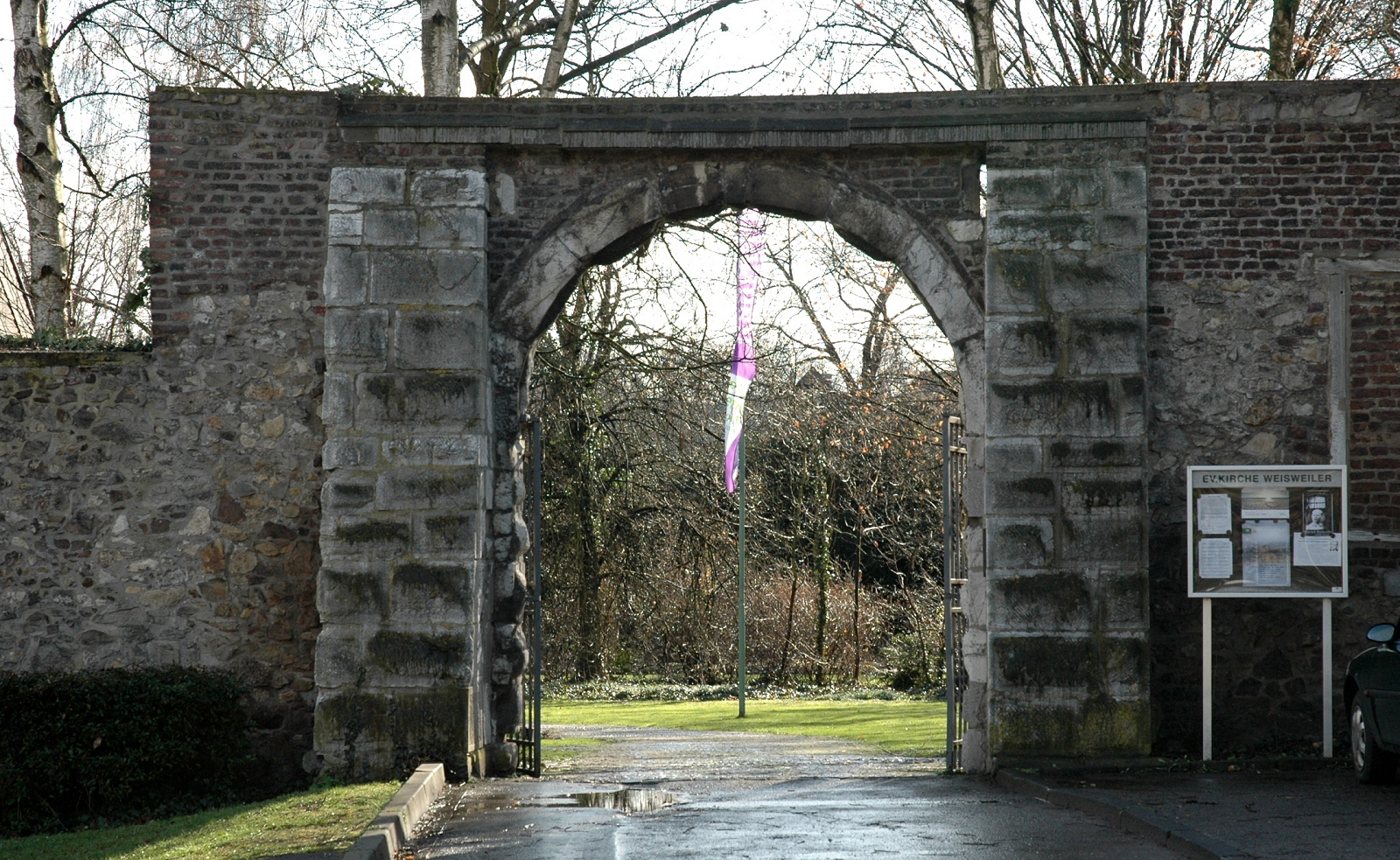
Portal der Burg (2006)

Eine sieben Meter hohe Ringmauer aus heimischem Bruchstein begrenzt ein nahezu quadratisches Areal. Darin integriert sind vier halbrunde Türme, deren Untergeschosse noch erhalten sind und – ebenso wie Teile der Mauer – mit Backstein ausgebessert wurden. In der Ostseite befindet sich der einzige Eingang zur Anlage. Er besteht aus einem mit Quadern eingefassten Rundbogentor, das von zwei abgeböschten Pfeilern flankiert wird.
Ebenfalls erhalten haben sich Maueransätze von früheren Burggebäuden an der Innenseite der Außenmauern. Einziger erhaltener Bau ist eine ehemalige Scheune aus Bruchstein an der Südseite, die ihren Erhalt dem Umstand verdankt, dass sie im 18. Jahrhundert zu einer Kirche umgebaut wurde.
Neben den Überresten der Burganlage befinden sich heute die Auferstehungskirche der evangelischen Kirchengemeinde, ein Gemeindezentrum und der Ehrenfriedhof Weisweiler auf dem Areal.

## Geschichte

### Bewohner und Besitzer
Es wird angenommen, dass Winricus, der erste urkundlich bekannte Herr von Weisweiler, auch erster Burgherr war. 1237 fand auch sein Nachfahre Werner von Weisweiler urkundlich Erwähnung. Die Familie dieser Ritter scheint jedoch gegen Ende des 13. Jahrhunderts erloschen zu sein. Historiker gehen davon aus, dass spätere Herren von Weisweiler vermutlich uneheliche Kinder der Jülicher Grafen waren.
Rheinhard von Weisweiler verkaufte im Jahr 1436 die Burg und Herrschaft Weisweiler an Werner von Palant und Breitenbend, zu dessen Besitz seit 1393 auch das nur 500 Meter nordöstlich gelegene Haus Palant zählte. Damit befanden sich beide Weisweiler Burgen in einer Hand.
Durch die so genannte Palant’sche Erbteilung kam die Anlage 1456 an Werners Sohn Johann. Seine Erben traten den Besitz an Adam von Palant ab, dessen Tochter die Burg durch Heirat an die Familie von Harff brachte. Die Enkelin Adams, Johanna von Harff, heiratete 1509 den Grafen Johann von Hatzfeld-Wildenburg und brachte die Anlage mit in die Ehe. Johanns Nachfahr Alexander von Hatzfeld-Wildenburg erwarb 1682 das Haus Palant hinzu, sodass die beiden Burganlagen in Weisweiler wieder im Besitz einer Familie waren.
Die Grafen von Hatzfeld blieben bis 1769 in deren Besitz. In jenem Jahr veräußerten sie die Häuser an den Jülicher Herzog und Kurfürsten Karl Theodor von der Pfalz, der die Anwesen für seinen unehelichen Sohn Karl August, den Fürsten von Heideck und Bretzenheim, erwarb. Dessen Erben verkauften die Burg Anfang des 19. Jahrhunderts an die Grafen von Hompesch-Bollheim. Als diese nur wenig später nach Mähren auswanderten, kam die Anlage 1840 in den Besitz der Aachener Industriellenfamilie Cockerill.
Bisher letzte Besitzerin der Burg ist die evangelische Kirchengemeinde Weisweilers, die das Areal 1952 von der Familie Hans Leyers geschenkt bekam. Heute wird sie durch die Familie des Pfarrers der Kirchengemeinde Weisweiler-Dürwiß bewohnt.

### Baugeschichte
Von der ursprünglichen Burg aus dem 12. Jahrhundert ist nichts mehr erhalten. Die heute sichtbaren Ruinenreste entstammen mehrheitlich dem 16. Jahrhundert. Zu jener Zeit war die im Grundriss fast quadratische, gut befestigte Anlage von einer hohen Umfassungsmauer mit mehreren halbrunden Türmen umgeben und zusätzlich durch einen sechs Meter breiten Wassergraben geschützt. Der einzige Zugang in der Ostfront konnte wahrscheinlich nur über eine Zugbrücke erreicht werden.
Die Außenmauern waren anfangs fensterlos und besaßen nur einige Schießscharten. Erst als die Befestigung aufgrund moderner Waffentechnik nutzlos geworden war, wurden einige Fenster ausgebrochen.
Nachdem Alexander von Hatzfeld-Wildenburg das nahe gelegene Haus Palant als Wohnsitz erworben hatte, verlor die alte Burg gegenüber der modernen Schlossanlage mehr und mehr an Bedeutung. Für ihren Unterhalt wurde nur noch das Nötigste aufgewendet. Womöglich wurde sie Ende des 17. Jahrhunderts sogar als Steinbruch genutzt.
Durch ein Erdbeben im Jahr 1755 war das Hauptgebäude der Anlage unrettbar beschädigt und musste niedergelegt werden. Was dazu führte, dass auch die übrigen Burggebäude abgerissen wurden, ist nicht geklärt, fest steht jedoch, dass deren Steine unter anderem zum Bau der heutigen Auferstehungskirche dienten. In dieser steht eine kleine Vitrine mit einigen Exponaten, die in der Burganlage gefunden worden sind.

## Auferstehungskirche

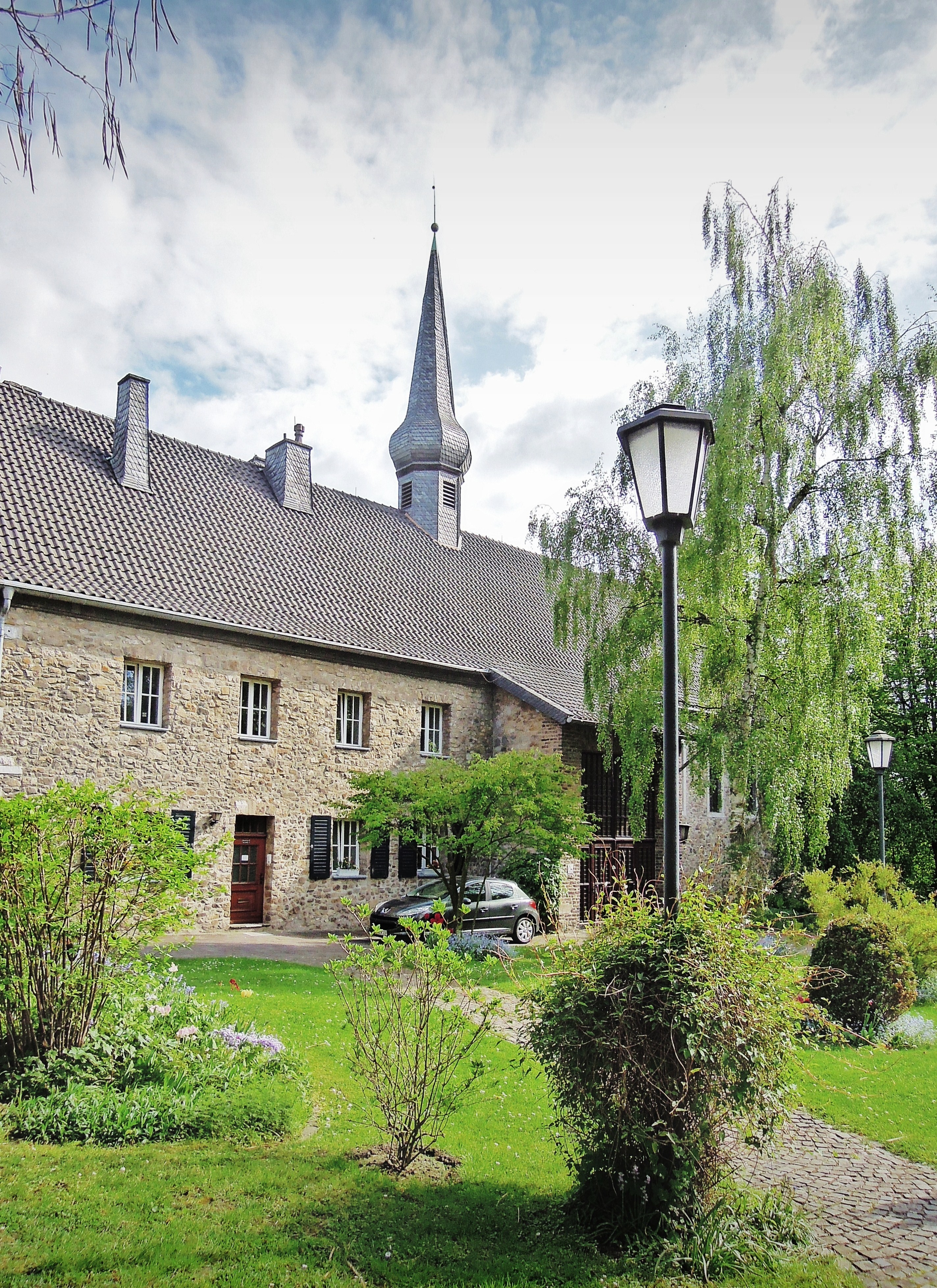
Evangelische Auferstehungskirche

Nach dem Zweiten Weltkrieg wurde die Scheune zu einer Kirche umgebaut.

### Orgel
Die aktuelle Orgel wurde 1997 von der Freiburger Orgelbau-Firma Späth gebaut. Das Instrument hat 12 Register auf zwei Manualen und einem Pedal. Die Spiel- und Registertrakturen der Orgel sind mechanisch. Die Pfeifen stehen auf Schleifladen. Bis auf das Principal-8'-Register stehen allen Register des Hauptwerkes auf Wechselschleifen, so dass sie wahlweise vom ersten oder zweiten Manual gespielt werden können. Das Principal-Register ist nur auf dem ersten Manuel spielbar.
| Hauptwerk C–g3 |               |        |
| 1.             | Prinzipal     | 8′     |
| 2.             | Bourdon       | 8′     |
| 3.             | Salicional    | 8′     |
| 4.             | Oktave        | 4′     |
| 5.             | Nazard        | 2 ⁄3′  |
| 6.             | Gedeckt Flöte | 4′     |
| 7.             | Waldflöte     | 2′     |
| 8.             | Terz          | 1 3⁄5′ |
| 9.             | Mixtur 4f.    | 2′     |
| 10.            | Hautbois      | 8′     |

| Pedal C–f1 |           |     |
| 11.        | Subbass   | 16′ |
| 12.        | Oktavbass | 8′  |

- Tremulant
- Koppeln: II/I, I/P, II/P